# Шарваварман
Шарваварман (; д/н —575/586) — 2-й магараджахіраджа Маукхарі у 560—575/586 роках. Перетворив державу на фактичного гегемона Північного Індостану.

## Життєпис
Походив з династії Маукхарі. Старший син магараджахіраджи Ішанавармана і Магадеві Лакшміваті. Близько 560 року після смерті батька успадкував трон. Зумів відстояти рештки держави перед тиском Кумарагупти з Пізніх Гуптів. Вже 562 року перейшов у наступ, завдавши поразки Дамодарагупті, який перед тим змінив Кумарагупту. Ворожий володар загинув, а Шарваварман захопив значну частину Маґадги, змусивши Магасенагупту визнати себе васалом в невеличкому князівстві.

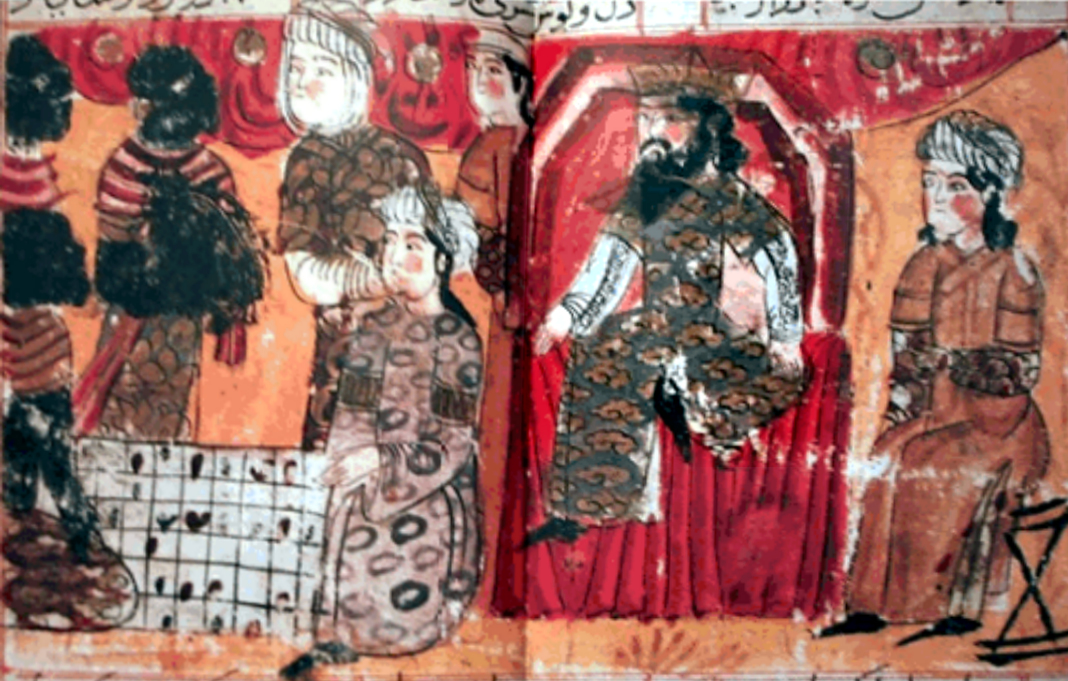
візир шахиншаха Хосрова I й посланець Шарвавармана грають у шахи

За цим виступив проти Праварасени, алхон-гунського правителя Гандхари, що мав вплив в Малві. Задля протистояння тому уклав союз з сасанідським шахиншахом Хосровом I, який саме в цей час завершив  війну з Візантією й втупив у конфлікт з Тораманою II, володарем алхон-гунів й ефталітів в Трансоксіані і Тохаристані (родичем Праварасени). Саме під час цих дипломатичних поїздок, на думку дослідників, міністри-індуси познайомили перський двір з шахами та короткими нардами.
Разом з тим почав наступ на південь, підкоривши раджпусткьі клани, після чого почалася війна з Гухасеною, магараджахіраджею держави Майтраків. Останнього було подолано лише у 569 році, коли Гухасена змушений був відмовитися від свого титулу махараджахіраджа й визнати зверхність Шарвавармана. Ймовірно ця боротьба не дала змоги зосередитися на війні з Праварасеною.
Дата смерті залишається дискусійною. За різними відомостями це сталося 575 або 586 року. В будь-якому разі остання письмова згадка відноситься саме до 575 року. Йому спадкував син Аванті-варман.